# Старояшевский сельсовет
Старояшевский сельсовет — муниципальное образование в Калтасинском районе Башкортостана.

## История
Согласно «Закону о границах, статусе и административных центрах муниципальных образований в Республике Башкортостан» имеет статус сельского поселения.

## Население
| 2002 | 2009  | 2010 | 2012 | 2013 | 2014 | 2015 |
| ---- | ----- | ---- | ---- | ---- | ---- | ---- |
| 959  | ↗1014 | ↘850 | ↘802 | ↗804 | ↘789 | ↘772 |
| 2016 | 2017  | 2018 |      |      |      |      |
| ↘756 | ↘727  | ↘711 |      |      |      |      |

## Состав сельского поселения
| № | Населённый пункт | Тип населённого пункта          | Население |
| - | ---------------- | ------------------------------- | --------- |
| 1 | Старояшево       | деревня, административный центр | ↘221      |
| 2 | Актуганово       | село                            | ↘326      |
| 3 | Новояшево        | деревня                         | ↘143      |
| 4 | Семёнкино        | деревня                         | ↘109      |
| 5 | Братовщина       | село                            | ↘51       |